# Gare de Luzenac - Garanou
Gare de Luzenac - Garanou vasútállomás Franciaországban, Luzenac településen.

## Vasútvonalak
Az állomást az alábbi vasútvonalak érintik:
- Portet-Saint-Simon–Puigcerdà-vasútvonal

## Kapcsolódó állomások
A vasútállomáshoz az alábbi állomások vannak a legközelebb:
- Gare d’Ax-les-Thermes
- Gare des Cabannes